# Navarone ágyúi 2. – Az új különítmény
A Navarone ágyúi 2. – Az új különítmény (angolul Force 10 from Navarone) egy brit háborús film Guy Hamilton rendezésében, mely Alistair MacLean regénye alapján készült. A film az 1961-es elődjének 1978-as második része. Alternatív magyar címe: Navarone kommandósai újra akcióban

## Cselekmény
Alighogy hazatértek előző sikeresen végrehajtott küldetésükből – Navarone ágyúinak megsemmisítéséből –, Mallory és Miller máris egy új, minden eddiginél rizikósabb feladatot kap: egy, a világháború szempontjából kulcsfontosságú hidat kell felrobbantaniuk Jugoszláviában. Útközben csatlakoznak a vakmerő Bamsby hadnagy vezette amerikai kommandós csapathoz, a 10-es különítményhez, hogy együtt hajtsák végre a lehetetlennek tűnő küldetést. Ám amint megérkeznek Jugoszláviába, foglyul ejtik őket a németek, a küldetés pedig elveszettnek tűnik. Végül csodával határos módon sikerül megszökniük, és egy lélegzetelállító csata során sikerül teljesíteniük a megbízatást is.

## Szereplők
| Szerep                     | Színész        | Magyar hangja (1. szinkron, 1981) | Magyar hangja (2. szinkron, 1981) |
| -------------------------- | -------------- | --------------------------------- | --------------------------------- |
| Keith Mallory őrnagy       | Robert Shaw    | Koncz Gábor                       | Mécs Károly                       |
| Mike Barnsby alezredes     | Harrison Ford  | Rékasi Károly                     | Csernák János                     |
| Maritza Petrovich          | Barbara Bach   | Varga Mária                       | Majsai-Nyilas Tünde               |
| Dusty Miller törzsőrmester | Edward Fox     | Szacsvay László                   | Rékasi Károly                     |
| Nikolai Leskovar százados  | Franco Nero    | Áron László                       | Szakácsi Sándor                   |
| Weaver őrmester            | Carl Weathers  | Vass Gábor                        | Kálid Artúr                       |
| Drazak százados            | Richard Kiel   | Helyey László                     | Varga Tamás                       |
| Petrovitch őrnagy          | Alan Badel     | Tolnai Miklós                     | Versényi László                   |
| Schroeder őrnagy           | Michael Byrne  | (n. a.)                           | Balázsi Gyula                     |
| Jensen parancsnok          | Philip Latham  | (n. a.)                           | Szokolay Ottó                     |
| Doug Reynolds főhadnagy    | Angus MacInnes | (n. a.)                           | Csuja Imre                        |